# Rite italien
Le rite italien (hébreu : נוסח איטליה noussa'h Italia), également appelé Minhag italiano ou Minhag Bené Roma, est le rite liturgique en usage dans les communautés juives établies en Italie depuis les premiers siècles de l’ère commune. Basé sur les anciens rites en usage dans les académies talmudiques de la terre d’Israël et dans celles de Babylonie, il semble avoir fortement influencé le rite des Juifs ashkénazes, ceux-ci ayant émigré depuis l’Italie vers la vallée du Rhin. Cependant, contrairement à ce dernier et au rite séfarade, il peine à s’exporter hors de son périmètre d’origine et sa prépondérance au sein de l’Italie décline à mesure de l’arrivée d’autres communautés juives.

## Historique
Le minhag italiano semble avoir été développé dans les communautés juives de Rome et du Sud de l’Italie avant de s’étendre aux communautés du Nord. 
Les premiers émigrants provenant ou ayant été déportés de Judée, l’érudit Leopold Zunz affirme que le rite italien (et, par conséquent, celui des Ashkénazes) refléterait celui de leurs communautés d’origine tandis que le rite espagnol aurait suivi celui des académies talmudiques de Babylonie. Cependant, les échanges soutenus qui ont lieu au Xe siècle entre les communautés italiennes et ces académies entraînent une adoption par les Bene Roma de leurs coutumes liturgiques, bien que certaines traces demeurent de leurs liens avec la terre d'Israël.
Le rite italien est, par conséquent, principalement fondé sur le rite babylonien, et en possède certains traits caractéristiques comme l’usage d'une Kedousha unique pour tous les offices de prière (alors qu'elle varie selon les offices dans les autres rites) et la supplique na'hamenou insérée dans le Birkat Hamazon à chabbat, directement tirés du Seder d'Amram Gaon, mais il en a conservé d'autres, non moins directement issus de la tradition judéo-galiléenne, dont les bénédictions précédant et suivant la lecture du Shema à l'office de la veille du chabbat, la formulation originelle de Kol Hanedarim en hébreu (alors que les autres rites ont, à l'exception du rite romaniote, adopté la version araméenne plus connue de Kol Nidrei) et nombre de pièces composées par les payetanim (poètes liturgiques) ayant vécu en Galilée à l’ère de la domination byzantine.
C'est à peu près à l'époque où certains Juifs originaires d'Italie se sont aventurés puis établis dans la vallée du Rhin qu'apparaissent les premiers payetanim italiens, Silano de Venouse, Shephatya ben Amitaï d'Oria et son fils Amitaï, tous mentionnés dans les chroniques d'Ahimaatz ben Paltiel. Un siècle plus tard, le genre se développe dans le centre et le nord de l’Italie avec, pour principal représentant, Salomon ben Juda de Rome, dit « le Babylonien », auteur de Bera'h Dodi et de plusieurs selihot à strophes de quatre lignes. Leur production ne s’est toutefois pas bien conservée et la majeure partie des piyyoutim du rite italien est d’origine espagnole.
Le plus ancien manuscrit du Mahzor Bnei Roma (qui comprend les prières des jours de fête mais aussi, contrairement au Mahzor ashkénaze, celles des jours ordinaires) date de 1450. Peu après paraissent les premières éditions imprimées, à Casalmaggiore, Soncino et Bologne, avec un commentaire de Rabbi Yohanan Trèves, Kim'ha deAvishouna, jamais réédité depuis. Peut-être est-ce du fait de la position centrale de l’Italie dans le monde de l’impression que le rite italien se maintient tandis que nombre de communautés qui n’ont pu transmettre leur rite sont obligées d'opter pour l'un des deux rites « standards, » ashkénaze ou séfarade.